# Abd al-Rahman ibn al-Ash'ath
ʿAbd al-Raḥmān ibn al-Ashʿath (in arabo عبد الرحمن بن الأشعث‎?; ... – 704) è stato un politico e militare arabo.
Esponente dell'"aristocrazia" islamica di Bassora (i cosiddetti Ashrāf, ʿAbd al-Raḥman al-Ashʿath fu Governatore di Rayy (Persia). Dopo la sua nomina però le relazioni tra il potente al-Ḥajjāj b. Yūsuf, Wālī di Kufa dal 694, e l'ambiente basriota divennero sempre più tese e ostili: frutto di una strutturale ostilità dei siriani omayyadi nei confronti degli iracheni filo-alidi, che si esprimeva anche nella paga ridotta assegnata a questi ultimi nelle armate califfali rispetto al soldo attribuito alle fedeli truppe di élite siriane.
Nel 699 o nel 700, al-Ḥajjāj ordinò a Ibn al-Ashʿath di mettersi alla guida di un imponente esercito, le cui uniformi e le cui armi erano tanto belle e splendenti, oltre ad ospitare non pochi uomini appartenenti alla ricca società basriota, da essere subito chiamato "Esercito del Pavone" (jaysh al-ṭawāwīs). Il fine era quello di sottomettere il principato dello Zabulistān (attuale Afghanistan), il cui signore, lo Zunbīl, resisteva con tenacia e abilità all'espansionismo arabo-musulmano.

Nel 700, durante quella campagna militare, Ibn al-Ashʿath e i suoi guerrieri iracheni si ribellarono però nel Sigistan ad al-Ḥajjāj e al califfo omayyade Abd al-Malik, probabilmente a causa delle snervanti e continue intromissioni del Wālī di Kufa che, ad esempio, pretendeva che non vi fossero pause nelle sfiancanti azioni belliche, condotte in un ambiente particolarmente ostico e poco conosciuto.
Sotto il comando di Ibn al-Ashʿath, tornarono in Iraq, dove sconfissero al-Ḥajjāj la sera del 25 gennaio 701 a Dujayl, presso Tustar, costringendo il Governatore d'Iraq a fuggire verso Baṣra, e poco dopo l'esercito ribelle s'impadronì di Kufa.
La reazione omayyade non si fece attendere troppo e Ibn al-Ashʿath fu sconfitto nel 701 a Dayr al-Jamājim (aprile 701) e costretto a fuggire, cercando rifugio presso il suo avversario originario, lo Zunbīl.

Questi però lo uccise proditoriamente per ingraziarsi il Califfo o, secondo un'altra versione, ʿAbd al-Rahman al-Ashath avrebbe preferito gettarsi dagli spalti del castello di Rukhkhayj per evitare di essere consegnato nelle spietate mani di al-Ḥajjāj.